# Oniticellus egregius
Oniticellus egregius là một loài bọ cánh cứng trong họ Bọ hung (Scarabaeidae).